# Erich Kaiser-Titz
Erich Kaiser-Titz (né le 7 octobre 1875 à Berlin et mort le 22 novembre 1928  dans cette même ville) est un acteur allemand de cinéma.

## Filmographie partielle
Erich Kaiser-Titz a joué dans 156 films de 1911 à 1928 dont :
- 1916 : Schloss Phantom d'Ernst Mátray
- 1916 : Hoffmanns Erzählungen
- 1916 : Titanenkampf de Joseph Delmont
- 1917 : Das Bacchanal des Todes de Richard Eichberg
- 1918 :  Ferdinand Lassalle de Rudolf Meinert
- 1918 : Halkas Gelöbnis d'Alfred Halm
- 1921 : Mann über Bord
- 1921 : Die goldene Kugel de Robert Wuellner
- 1922 : Marie Antoinette - Das Leben einer Königin
- 1923 : Guillaume Tell
- 1925 : Im Namen des Kaisers
- 1925 : Herrn Filip Collins Abenteuer
- 1926 : Les Frères Schellenberg de Karl Grune
- 1926 : Die Gesunkenen
- 1926 : 117 bis Grande Rue de Gerhard Lamprecht
- 1926 : La Traite des Blanches de Jaap Speyer
- 1927 : Die Vorbestraften
- 1927 : Der Kampf des Donald Westhof
- 1927 : Die Eule - 1. Die tollen Launen eines Millionärs d'Eddie Polo
- 1927 : Die Eule - 2. Die Unbekannte d'Eddie Polo
- 1928 : Ungarische Rhapsodie de Hanns Schwarz
- 1928 : La Dame en noir
- 1928 : Panik